# 팀 클로제
팀 클로제(Timm Klose, 1988년 5월 9일, 헤센주 프랑크푸르트 암 마인 ~)는 독일 태생의 스위스인 축구 선수로, 현재 EFL 챔피언십의 브리스틀 시티에서 센터백으로 활약하고 있다.

## 유년 시절
클로제는 서독 헤센주의 프랑크푸르트 암 마인에서 독일인 아버지와 스위스인 어머니 사이에서 태어났다. 그는 독일과 스위스 시민권을 가지고 있다. 클로제는 5세가 되었을 때 가족을 따라 그의 어머니의 고향인 바젤로 이주하였다.